# U-706
| U-706                      | U-706                                                          | U-706                                                          |
| -------------------------- | -------------------------------------------------------------- | -------------------------------------------------------------- |
|                            |                                                                |                                                                |
|                            |                                                                |                                                                |
|                            |                                                                |                                                                |
| Під прапором               | Третій рейх                                                    | Третій рейх                                                    |
| Спуск на воду              | 24 листопада 1941 року                                         | 24 листопада 1941 року                                         |
| Виведений зі складу флоту  | 2 серпня 1943 року                                             | 2 серпня 1943 року                                             |
| Сучасний статус            | затоплений                                                     | затоплений                                                     |
| Проєкт                     |                                                                |                                                                |
| Тип ПЧ                     | Торпедний ДПЧ                                                  | Торпедний ДПЧ                                                  |
| Основні характеристики     |                                                                |                                                                |
| Швидкість (надводна)       | 17,7 вузлів                                                    | 17,7 вузлів                                                    |
| Швидкість (підводна)       | 7,6 вузлів                                                     | 7,6 вузлів                                                     |
| Робоча глибина занурення   | 100 м                                                          | 100 м                                                          |
| Гранична глибина занурення | 220 м                                                          | 220 м                                                          |
| Екіпаж                     | 44 осіб                                                        | 44 осіб                                                        |
| Розміри                    |                                                                |                                                                |
| Довжина найбільша (по КВЛ) | 67,1 м                                                         | 67,1 м                                                         |
| Ширина корпусу найб.       | 6,2 м                                                          | 6,2 м                                                          |
| Висота                     | 9,6 м                                                          | 9,6 м                                                          |
| Середня осадка (по КВЛ)    | 4,70 м                                                         | 4,70 м                                                         |
| Водотоннажність надводна   | 769 т                                                          | 769 т                                                          |
| Озброєння                  |                                                                |                                                                |
| Артилерія                  | одна палубна гармата калібру 88-мм, одна 20-мм зенітна гармата | одна палубна гармата калібру 88-мм, одна 20-мм зенітна гармата |
| Торпедно- мінне озброєння  | 4 носових і один кормовий ТА. 14 торпед або 26 мін             | 4 носових і один кормовий ТА. 14 торпед або 26 мін             |

U-706 — німецький підводний човен типу VIIC часів Другої світової війни.
Замовлення на будівництво човна було віддане 9 жовтня 1939 року. Човен був закладений на верфі суднобудівної компанії «H C Stülcken Sohn» у Гамбурзі 22 листопада 1940 року під заводським номером 766, спущений на воду 24 листопада 1941 року, 16 березня 1942 року увійшов до складу 5-ї флотилії. Також за час служби перебував у складі 3-ї флотилії. Єдиним командиром човна був корветтен-капітан Александер фон Ціцевіц.
Човен зробив 5 бойових походів, в яких потопив 3 судна (загальна водотоннажність 18 650 брт).
2 серпня 1943 року потоплений у Північній Атлантиці північно-західніше мису Ортегаль (46°15′ пн. ш. 10°25′ зх. д. / 46.250° пн. ш. 10.417° зх. д.) глибинними бомбами американського бомбардувальника «Ліберейтор» і канадського бомбардувальника «Хемпден». 42 члени екіпажу загинули, 4 врятовані.

## Потоплені та пошкоджені кораблі[3]
| Назва          | Тип           | Належність      | Дата           | Тоннаж (БРТ) | Вантаж                                                   | Статус    | Місце                                                       |
| Stornest       | торгове судно | Велика Британія | 12 жовтня 1942 | 4 265        | 6 000 т вугілля                                          | потоплено | 54°25′ пн. ш. 27°42′ зх. д. / 54.417° пн. ш. 27.700° зх. д. |
| British Ardour | танкер        | Велика Британія | 5 квітня 1943  | 7 124        | 10 000 т морського палива                                | потоплено | 58°08′ пн. ш. 34°04′ зх. д. / 58.133° пн. ш. 34.067° зх. д. |
| Fresno City    | торгове судно | Велика Британія | 12 квітня 1943 | 7 261        | 3 000 т марганцевої руди та 5 965 т генеральних вантажів | потоплено | 54°15′ пн. ш. 30°00′ зх. д. / 54.250° пн. ш. 30.000° зх. д. |